# Baratili San Pietro
Baratili San Pietro é uma comuna italiana da região da Sardenha, província de Oristano, com cerca de 1.240 habitantes. Estende-se por uma área de 6 km², tendo uma densidade populacional de 207 hab/km². Faz fronteira com Nurachi, Oristano, Riola Sardo, San Vero Milis, Zeddiani.